# Liberal Alliance
Liberal Alliance (LA) er et dansk borgerligt liberalt parti med 15 mandater i Folketinget. Nuværende leder er Alex Vanopslagh.
Partiet udsprang af det borgerlige midterparti Ny Alliance, der blev dannet i 2007, men snart efter valget til Folketinget blev splittet på grund af politisk uenighed og personlige uoverensstemmelser. Anders Samuelsen, der efterhånden viste sig som partiets stærke mand, stod i spidsen for en omdannelse af partiet til et parti med klare økonomisk-liberalistiske synspunkter. Skiftet blev fuldbyrdet med navneskiftet til Liberal Alliance (LA) i august 2008 og den oprindelige formand Naser Khaders afgang fra partiet i januar 2009, hvorefter Anders Samuelsen overtog posten som partileder.
Partiet havde en overgang kun to folketingsmedlemmer og syntes dødsdømt med dårlige meningsmålinger, men med et program med klare mærkesager vandt partiet terræn og opnåede henholdsvis ni og 13 mandater ved folketingsvalgene i 2011 og 2015. I 2016-19 indgik partiet sammen med Venstre og konservative i Regeringen Lars Løkke Rasmussen III. Liberal Alliance havde her seks ministerposter med udenrigsminister Anders Samuelsen i spidsen. Ved folketingsvalget i 2019 gik Liberal Alliance ni mandater tilbage til fire mandater med 2,3% af stemmerne. Anders Samuelsen mistede sit folketingsmandat og gik af som partileder, og den nyvalgte Alex Vanopslagh overtog denne post. I oktober 2019 blev partiet yderligere reduceret, da den tidligere gruppeformand Simon Emil Ammitzbøll-Bille forlod partiet. Ved folketingsvalget 2022 fik partiet dog fornyet fremgang og sit hidtil bedste resultat med 14 mandater, blandt andet på grund af en kommunikationsstrategi, der lagde stor vægt på sociale medier som TikTok.
Landsformanden er Alex Vanopslagh. Liberal Alliance har partibogstavet I, og dets ungdomsorganisation hedder Liberal Alliances Ungdom.

## Politisk program
Partiet har fire grundlæggende mærkesager: Mere frihed, lavere skatter, højere vækst og mindre bureaukrati. Partiet lavede i 2015 en 2025-plan, som blev gennemregnet af Finansministeriet og dannede grundlag for partiets valgkamp i 2015. Ifølge planen ville partiet bl.a. afskaffe topskatten, registreringsafgiften og broafgiften samt indføre et bundfradrag på 84.000 kr. årligt og en maksimal skat på 40 %. De ville reducere den offentlige sektor med 10 % igennem effektiviseringer, privatiseringer og besparelser. Partiet ønsker generelt færre regler og reguleringer og støtter derfor bl.a. en legalisering af cannabis og afkriminalisering af narkotika. Ligeledes ønsker partiet at styrke det frie marked ved at fjerne bl.a. huslejeregulering og forskellige erhvervsstøtteordninger. Partiet betegner sig selv som "konstruktive, kritiske liberale" i forhold til EU-samarbejdet, hvor de ønsker fokus på fred, frihed og frihandel og er modstandere af fælles valuta, bankunion og øget europæisk integration.

## Historie

### Ny Alliance
Liberal Alliance har sin oprindelse i det borgerlige midterparti Ny Alliance, der blev dannet i maj 2007 af udbryderne Naser Khader og Anders Samuelsen fra Radikale Venstre og Gitte Seeberg fra de konservative med Khader som formand. Ny Alliances erklærede formål var at være et borgerligt midterparti med socialliberale og socialkonservative værdier og at mindske Dansk Folkepartis indflydelse i dansk politik. Ved folketingsvalget 2007 kom det i Folketinget med 2,8 % af stemmerne og fem mandater. Der opstod dog snart uenighed om partiets linje. Da partiet i januar 2008 valgte at sikre den daværende VK-regerings fortsatte eksistens i en sag om asylansøgere uden at få nogle væsentlige indrømmelser, fik det Gitte Seeberg til at forlade folketingsgruppen og blive løsgænger. Fem dage senere forlod et andet folketingsmedlem, Malou Aamund, partiet til fordel for Venstre, og i juni 2008 blev et tredje folketingsmedlem Jørgen Poulsen ekskluderet efter offentlig uenighed med de to tilbageværende partistiftere om partiets linje. Samtidig blev Anders Samuelsen i stigende grad betragtet som partiets stærke mand i stedet for formanden Naser Khader, og han anlagde en langt mere økonomisk liberal linje "til højre for Venstre". I august 2008 blev transformationen fra borgerligt midterparti til økonomisk liberalistisk parti fuldbyrdet, da et helt nyt økonomisk program blev tiltrådt, der bl.a. indeholdt forslag om at afskaffe topskatten og mellemskatten, sænke selskabsskatten, hæve pensionsalderen til 67 år og begrænse adgangen til dagpenge, førtidspension og efterløn for at øge arbejdsudbuddet. Samtidig blev partiets navn ændret til Liberal Alliance og partibogstavet fra Y til I.

### Liberal Alliances første tid
Omtrent samtidig med navneskiftet blev Gitte Seeberg generalsekretær for WWF Verdensnaturfonden og forlod Folketinget. Dermed kom hendes suppleant, Villum Christensen ind, og han indtrådte i Liberal Alliances folketingsgruppe den 1. september 2008 som dens tredje medlem. Stærke kræfter i partiet ønskede at udskifte Naser Khader, der var fortsat som partiformand den første tid under det nye navn, med Anders Samuelsen, og 5. januar meddelte Naser Khader, at han forlod partiet og blev løsgænger. Dermed var folketingsgruppen igen reduceret til to medlemmer. Anders Samuelsen overtog Khaders poster som politisk leder og gruppeformand for det lille parti. I lang tid var partiet genstand for elendige meningsmålinger og blev betragtet som en synkende skude. På et tidspunkt stod partiet til 0,0 % i meningsmålingerne.
Den 7. juni 2009 var der Europaparlamentsvalg i Danmark. Liberal Alliance med den unge økonomistuderende Benjamin Dickow som spidskandidat fik 0,6 % af stemmerne og var dermed meget langt fra at blive repræsenteret i Europaparlamentet.
Den 16. juni 2009 indtrådte Simon Emil Ammitzbøll i Liberal Alliances folketingsgruppe som ny politisk ordfører. Ammitzbøll kom, ligesom Samuelsen, oprindeligt fra Det Radikale Venstre, hvis folketingsgruppe han havde forladt den 8. oktober 2008 for at blive løsgænger. Den 6. januar 2009 havde han stiftet sit eget parti, Borgerligt Centrum, som dog havde stort besvær med at indsamle de krævede 20.000 underskrifter for at blive opstillingsberettiget til Folketinget.
Ved kommunalvalget i 2009 stillede partiets tre folketingsmedlemmer op til kommunalbestyrelsen i henholdsvis Horsens, København og Slagelse. I alt opstillede partiet i 28 kommuner og i to regioner ved valget. På selve valgaftenen erklærede Anders Samuelsen, at han ville gå af som partiformand, hvis han fik under 2 % af stemmerne i Horsens. Partiet fik et dårligt valg i hele landet med 0,3 % af stemmerne ved kommunalvalget og 0,2 % af stemmerne ved valget til Regionsrådene. Det eneste sted, partiet opnåede valg, var imidlertid netop i Horsens, hvor Anders Samuelsen blev valgt ind med 3,7 % af stemmerne.

### Annoncekampagne og fremgang
Ifølge Anders Samuelsen lavede han sammen med milliardæren og Saxo Bank-stifteren Lars Seier Christensen i 2009 en markedsanalyse, der viste, at der som følge af de andre borgerlige partiers bevægelser var et udækket behov for ægte liberale vælgeres ønsker. Ifølge analysen skulle produktet koges ned til fire forhold: "Vi valgte lavere skat, mere vækst, mindre offentlig sektor og mere frihed. Og så valgte vi, at vi ikke ville tale om andet. Vi ville ikke tale om omskæring eller om Afghanistan, for så ville vi ikke komme nogen steder."
Fra marts 2010 lancerede man en omfattende reklamekampagne med store og teksttunge annoncer i en række af landets aviser. Annoncekampagnen, som blev støttet med store beløb af Saxo Bank, gav efterhånden resultater i meningsmålingerne, og i april 2010 kom den første måling i flere år, der viste, at partiet lå over spærregrænsen. Anders Samuelsen kaldte senere støtten fra Saxo Bank fuldstændig afgørende for partiets overlevelse. Politiske modstandere omtalte sarkastisk partiet som "Team Saxo Bank" eller "Saxo Bank-partiet." Partiet fortsatte imidlertid med at vinde terræn. I juni 2010 skiftede et kommunalbestyrelsesmedlem i Ringsted Kommune, Kisser Franciska Lehnert, fra Venstre til Liberal Alliance, og hun blev efterhånden fulgt af flere andre lokalpolitikere, heriblandt de to tidligere folketingsmedlemmer Troels Christensen, Slagelse, og Jørgen S. Lundsgaard, Svendborg, samt de to borgerrepræsentanter Lars Berg Dueholm og Heidi Wang i København.
Efter grundlovsdag 2011 forlod Malou Aamund Folketinget, og derfor blev Liberal Alliances folketingsgruppe forøget til fire mand, da Aamunds suppleant, professor Niels Høiby, kom ind i stedet for hende.

### 2011-19: oppositions-, støtte- og regeringsparti
Ved folketingsvalget den 15. september 2011 fik Liberal Alliance 5,0 % af stemmerne og ni mandater i Folketinget. Ved kommunal- og regionsvalget den 19. november 2013 fik partiet 2,9 % af stemmerne (3,0 % ved regionsrådsvalget) og blev repræsenteret i alle fem regioner og i 29 ud af 98 kommuner.
Ved Europa-Parlamentsvalget i 2014 takkede partiet nej til at deltage i et valgforbund på grund af uenighed med Venstre og de konservative om EU-politikken og stillede derfor op alene. Partiets spidskandidat var erhvervskvinden Christina Egelund. Liberal Alliance fik i alt 2,9 % af stemmerne, hvilket ikke rakte til et mandat.
Partiet argumenterede imod en afskaffelse af retsforbeholdet ved afstemningen i 2015 og senere for afskaffelse af forsvarsforbeholdet i 2022.
Ved folketingsvalget 2015 opnåede Liberal Alliance igen fremgang, da partiet fik 7,5 % af stemmerne svarende til en mandatfremgang fra ni til 13 medlemmer. Valget gav samtidig blåt flertal. Liberal Alliance blev i første omgang støtteparti for den rene Venstre-regering, Regeringen Lars Løkke Rasmussen II. Siden valget i juni 2015 havde Anders Samuelsen fastholdt et krav om lettelse af topskatten medmindst fem procentpoint som betingelse for at støtte regeringen. Som følge af Dansk Folkepartis modstand var der imidlertid ikke flertal i Folketinget for dette krav, og Løkke Rasmussens position var dermed truet. Efter forhandlinger i november 2016 endte krisen med dannelsen af en borgerlig trepartiregering bestående af Venstre, Det Konservative Folkeparti og Liberal Alliance. LA opgav sit ultimative krav om topskattelettelser, men fik skrevet ind i regeringsgrundlaget, at "Regeringen ønsker at reducere marginalskatten, og at topskatten skal spille en langt mindre rolle end i dag, fordi den koster vækst og beskæftigelse".
Partiet fik seks ministre i den nye VLAK-regering, hvor partileder Anders Samuelsen blev udenrigsminister. Regeringen sad i knap tre år indtil det næste folketingsvalg i juni 2019.

### Siden 2019
Ved folketingsvalget 2019 gik Liberal Alliance kraftigt tilbage og mistede ni mandater, så kun fire var tilbage, og det blev dermed Folketingets mindste parti. Efter valget meddelte Anders Samuelsen, der havde mistet sit folketingsmandat, at han trådte tilbage fra posten som partiformand. Samuelsen pegede på sin højre hånd Simon Emil Ammitzbøll-Bille som sin efterfølger, og det samme gjorde den hidtidige gruppeformand Christina Egelund, der heller ikke opnåede genvalg. Samtidig kritiserede bl.a. folketingsmedlem Henrik Dahl kraftigt den hidtidige ledelse og tog afstand fra Ammitzbøll-Bille som ny leder. I stedet pegede han på den nyvalgte MF'er og tidligere formand for Liberal Alliances Ungdom Alex Vanopslagh. Fire dage efter valget valgte den nye folketingsgruppe Vanopslagh som ny partileder. Der var dog fortsat i de følgende måneder uro i partiet, hvor Ammitzbøll-Bille flere gange luftede sin frustration over partiets linje under den nye ledelse. I oktober 2019 udmeldte han og Christina Egelund sig ud af partiet, hvorefter partiet i resten af valgperioden kun havde 3 mandater i Folketinget. Ammitzbøll-Bille og Egelund startede derpå et nyt værdiliberalt parti Fremad, men nedlagde det igen i oktober 2020 på grund af manglende opbakning til projektet.
Ved folketingsvalget 2022 opnåede partiet sit hidtil bedste resultat med 7,9 % af stemmerne og 14 mandater. Fremgangen blev ikke mindst tilskrevet partiets kommunikationsstrategi, der satsede stort på de sociale medier, ikke mindst reklamer på TikTok, og Alex Vanopslaghs retoriske talent.
Ved Europa-Parlamentsvalget 2024 i Danmark, opstillede partiet Henrik Dahl som spidskandidat.
Partiet indgik i valgforbund med Det Konservative Folkeparti og tænkte sig at søge medlemskab i den store konservative gruppe EPP, såfremt de ville få et eller flere mandater i Europa-Parlamentet.

## Økonomi
I valgåret 2019 havde Liberal Alliance indtægter for 12 mio. kr. og udgifter for 15 mio. kr. Partiet opgav ikke særskilt, hvor meget heraf gik til udgifter i forbindelse med folketings- og Europaparlamentsvalgene det år.
Af indtægterne kom 1 mio. kr. fra medlemskontingenter, 9 mio. kr. var offentlig partistøtte og 2 mio. kr. var bidrag fra organisationer, virksomheder og enkeltpersoner. Partiet modtog bidrag på over 20.900 kr. (grænsen for oplysningspligtige beløb) fra i alt syv bidragydere, heriblandt:
- A.P. Møller - Mærsk
- Dansk Arbejdsgiverforening
- Dansk Erhverv
- Foss A/S
- Lars Seier Christensen
- Landbrugets og Fødevareerhvervets Erhvervspolitiske Valgfond

### Politisk erhvervsklub
Pengeklubben Selskab for Liberale Versioner formidler penge fra erhvervslivet til Liberal Alliance. Den politiske erhvervsklub blev dannet forud for folketingsvalget i 2015.

## Liberal Alliances Ungdom
Liberal Alliances Ungdom blev stiftet den 21. februar 2008 under navnet Ung Alliance, der var Ny Alliances ungdomsorganisation. 31. januar 2009 skiftede organisationen navn til det nuværende Liberal Alliances Ungdom, der også er kendt under forkortelsen LAU.

## Partiets politikere

### Partiformænd
- Alex Vanopslagh 29. maj 2021 -

### Politiske ledere
- Naser Khader maj 2007 - januar 2009 (frem til august 2008 for Ny Alliance)
- Anders Samuelsen januar 2009 - juni 2019
- Alex Vanopslagh juni 2019 - 29. maj 2021 (siden partiformand)

### Landsformænd
- Leif Mikkelsen maj 2008 - 11. februar 2020 (frem til august 2008 for Ny Alliance)
- Alex Vanopslagh 11. februar 2020 - 29. maj 2021

### Organisationsformænd
- Helle von Wildenrath Løvgreen 29. maj 2021 -

### Nuværende medlemmer af Folketinget
Ved folketingsvalget 2022 blev følgende medlemmer af Liberal Alliance valgt ind:
- Helene Artmann Andresen
- Carsten Bach
- Lars-Christian Brask
- Louise Brown
- Henrik Dahl
- Katrine Daugaard
- Steffen W. Frølund
- Sólbjørg Jakobsen
- Steffen Larsen
- Jens Mailvang
- Ole Birk Olesen
- Alexander Ryle
- Sandra Elisabeth Skalvig
- Alex Vanopslagh

I løbet af valgperioden har følgende tilsluttet sig partiet:
- Pernille Vermund (januar 2024)

### Gruppeformænd
- Naser Khader maj 2007 - januar 2009 (frem til august 2008 for Ny Alliance)
- Anders Samuelsen januar 2009 - december 2010
- Simon Emil Ammitzbøll december 2010 - november 2016
- Leif Mikkelsen november 2016 - juni 2018
- Christina Egelund juni 2018 - juni 2019
- Ole Birk Olesen juni 2019 -

### Politiske ordførere
- Anders Samuelsen marts 2008 - juni 2009 (frem til august 2008 for Ny Alliance)
- Simon Emil Ammitzbøll juni 2009 - november 2016
- Christina Egelund november 2016 - juni 2019
- Alex Vanopslagh juni 2019 - [67]

### Tidligere ministre
- Merete Riisager (Undervisningsminister 2016 - 2019)
- Simon Emil Ammitzbøll-Bille (Økonomi- og Indenrigsminister 2016 - 2019)
- Ole Birk Olesen (Transport- Bygnings- og Boligminister 2016 - 2019)
- Anders Samuelsen (Udenrigsminister 2016 - 2019)
- Mette Bock (Kirke- og Kulturminister 2016 - 2019)
- Thyra Frank (Ældreminister 2016 - 2019)

## Valgresultater

### Folketingsvalg
| År   | Leder            | Stemmer | Procent | Mandater | ±  | Regering                           |
| ---- | ---------------- | ------- | ------- | -------- | -- | ---------------------------------- |
| 2007 | Naser Khader     | 97.295  | 2,8 %   | 5 / 179  | 5  | Støtteparti                        |
| 2011 | Anders Samuelsen | 176.585 | 5,0 %   | 9 / 179  | 4  | Opposition                         |
| 2015 | Anders Samuelsen | 265.129 | 7,5 %   | 13 / 179 | 4  | Først støtteparti, senere regering |
| 2019 | Anders Samuelsen | 82.228  | 2,3 %   | 4 / 179  | 9  | Opposition                         |
| 2022 | Alex Vanopslagh  | 278.656 | 7,9 %   | 14 / 179 | 10 | Opposition                         |

### Europaparlamentsvalg
| År   | Spidskandidat     | Gruppe | Stemmer | Procent | Pladser | ± |
| ---- | ----------------- | ------ | ------- | ------- | ------- | - |
| 2009 | Benjamin Dickow   | Ingen  | 13.796  | 0,6 %   | 0 / 13  | 0 |
| 2014 | Christina Egelund | Ingen  | 65.776  | 2,9 %   | 0 / 13  | 0 |
| 2019 | Mette Bock        | Ingen  | 60.693  | 2,2 %   | 0 / 14  | 0 |
| 2024 | Henrik Dahl       | EPP    | 170.199 | 7,0 %   | 1 / 15  | 1 |

### Kommunalvalg
| År   | Stemmer | Procent | Mandater   | Ændring |
| ---- | ------- | ------- | ---------- | ------- |
| 2009 | 7.329   | 0,3%    | 1 / 2.468  | 1       |
| 2013 | 89.873  | 2,9%    | 33 / 2.444 | 32      |
| 2017 | 82.110  | 2,6%    | 28 / 2.432 | 5       |
| 2021 | 42.676  | 1,4%    | 9 / 2.436  | 19      |

### Regionsrådsvalg
| År   | Stemmer | Procent | Mandater | Ændring |
| ---- | ------- | ------- | -------- | ------- |
| 2009 | 5.030   | 0,2%    | 0 / 205  | 0       |
| 2013 | 91.125  | 3,0%    | 5 / 205  | 5       |
| 2017 | 94.833  | 3,1%    | 5 / 205  | 0       |
| 2021 | 47.091  | 1,6%    | 0 / 205  | 5       |